# 형사 (1985년 드라마)
《형사》는 1985년 11월 5일부터 1986년 9월 30일까지 한국방송공사 월화드라마이다.

## 등장 인물
- 주현
- 장용
- 강민호
- 김영배